# Giovanni Ruccellai

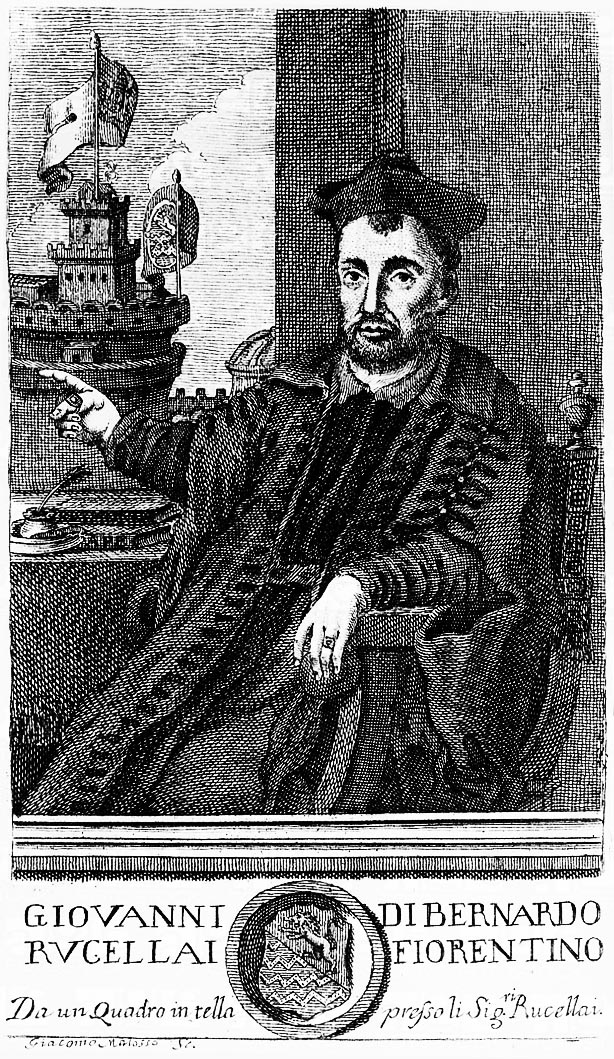
Retrato de Giovanni di Bernardo Rucellai (1475 – 1525), realizado por Giacomo Malosso para la familia Rucellai en el.

Giovanni Rucellai (Florencia; 20 de octubre de 1475 - Roma; 3 de abril de 1525); intelectual, poeta, humanista y dramaturgo italiano del Renacimiento. 
También destacó dentro de la política y el comercio, siendo cabeza de la prestigiosa familia Rucellai. Primo del papa León X, murió en Roma. Entre sus más destacados poemas se encuentra el de Le Api (Las abejas).
- Datos: Q1248954
- Multimedia: Giovanni di Bernardo Rucellai / Q1248954